# David Gregosz
David Gregosz (* 10. Oktober 1983 in Leinefelde/Eichsfeld) ist ein deutscher Politiker, Politikwissenschaftler und Experte für internationale Wirtschaftspolitik. Seit September 2020 ist er Leiter des Auslandsbüros der Konrad-Adenauer-Stiftung (KAS) in Warschau. Er kandidierte erfolgreich für die Bundestagswahl im Wahlkreis Nordthüringen.

## Leben und Karriere
David Gregosz wurde am 10. Oktober 1983 in Leinefelde im Eichsfeld geboren. Er absolvierte ein Doppelstudium der Volkswirtschaftslehre und Politikwissenschaft an der Philipps-Universität Marburg und ist Altstipendiat der Konrad-Adenauer-Stiftung.
Von Oktober 2013 bis Januar 2017 leitete Gregosz das Auslandsbüro der Konrad-Adenauer-Stiftung in Santiago de Chile. Anschließend koordinierte er von Januar 2017 bis August 2020 die internationale wirtschaftspolitische Arbeit der KAS. Seit September 2020 ist er Leiter des Auslandsbüros der KAS in Warschau, wo er sich auf geopolitische Analysen und wirtschaftspolitische Zusammenarbeit konzentriert. In diesen Tätigkeiten verantwortet er verschiedene internationale Projekte der KAS, die den wirtschaftspolitischen Dialog und geopolitische Analysen fördern. Er hat zur Organisation mehrerer Konferenzen beigetragen, die auf die wirtschaftlichen Herausforderungen und die Auswirkungen geopolitischer Veränderungen in Europa fokussieren, beispielsweise in Zusammenarbeit mit der Wirtschaftshochschule Warschau und der HHL Leipzig Graduate School of Management.
Zudem ist er Autor zahlreicher Analysen zu den deutsch-polnischen Beziehungen und zur internationalen Wirtschaftspolitik. Seine Beiträge erschienen unter anderem in Medien wie t-online.de, wo er die Bedeutung der deutsch-polnischen Beziehungen im Kontext der Bedrohung durch Russland analysierte.
Im Jahr 2024 wurde er von der CDU als Bundestagskandidat für den Wahlkreis Nordthüringen nominiert.